# Cameron Jordan
Pour les articles homonymes, voir Jordan.
(en) Statistiques sur pro-football-reference
Cameron Tyler Jordan, né le 10 juillet 1989 à Minneapolis dans le Minnesota, est un joueur américain de football américain évoluant au poste de defensive end. Il joue pour la franchise des Saints de la Nouvelle-Orléans dans la National Football League (NFL). Son père, Steve Jordan, est un joueur professionnel de football américain.

## Biographie

### Carrière universitaire
Étudiant à l'université de Californie à Berkeley, il a joué pour les Golden Bears de la Californie de 2007 à 2010.

### Carrière professionnelle
Il est sélectionné lors de la Draft 2011 à la 24e place par les Saints de La Nouvelle-Orléans. Le 2 août 2011, il signe un contrat de quatre ans pour 7,7 millions de dollars.
Il est sélectionné au Pro Bowl 2013.
Le 11 juin 2019, il signe un contrat de 3 ans et d'un montant de 52,5 millions de dollars avec les Saints.

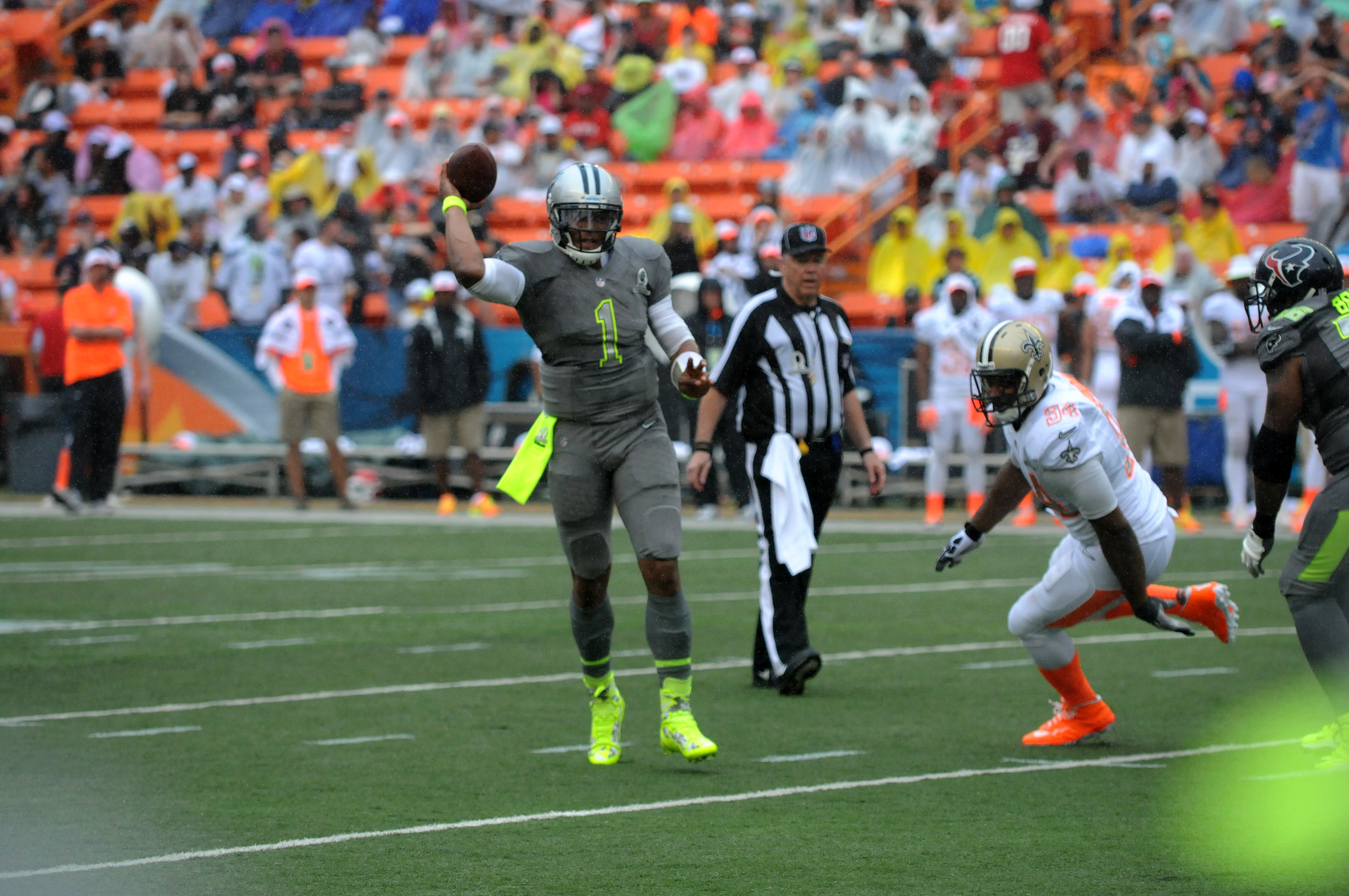
Cameron Jordan (en blanc) courant vers Cam Newton (en gris).